# تنو (ایزد)
تِنو (و نیز Tēnu) خدایی هوری و ملازم تشوب بود.

## نام و شخصیت
نام تنو در خط میخی به صورت dte-nu یا dte-e-nu نوشته می‌شد. همچنین مشخص است که به نام او در یک کتیبه به خط هیروگلیف لووی اشاره شده، اگرچه تنها اولین نشانه نام او (ti) حفظ شده است.
تنو وزیر الهی تشوب بود. او با اقنوم این خدا و شهر حلب در ارتباط بود.

## پرستش
تنو در منابع به دست آمده در ایمار نیز گواهی شده است.